# Gara Argestru
Gara Argestru este o stație de cale ferată care deservește Vatra Dornei, județul Suceava, România.